# Experimento maligno

Experimento maligno es la duodécima novela de la serie Aprendiz de Jedi, basada en el universo de Star Wars, y está escrita por Jude Watson. Fue publicada por Scholastic Press en inglés (diciembre de 2000) y por Alberto Santos Editor en español.

## Argumento
La malvada y loca científica Jenna Zan Arbor ha secuestrado al Maestro Jedi Qui-Gon Jinn para utilizarlo como cobaya en sus experimentos con la Fuerza. Mientras, el joven Obi-Wan Kenobi busca a su maestro, desesperado.